# Heegnerjevo število
Heegnerjevo število je v teoriji števil takšno celo število deljivo brez kvadrata d, da je razredno število {\displaystyle h(-d)\,} imaginarnega kvadratnega obsega {\displaystyle \mathbb {Q} ({\sqrt {-d}})\,} enako 1, oziroma, da ima njegov kolobar celih števil enolični razcep v obliki {\displaystyle a+b{\sqrt {-d}}\,}.:224
Določitev takšnih števil je posebni primer problema razrednega števila. Raziskovanje Heegnerjevih števil je prineslo več daljnosežnih rezultatov v teoriji števil.
Po Stark-Heegnerjevem izreku obstaja točno devet Heegnerjevih števil (OEIS A003173):
1, 2, 3, 7, 11, 19, 43, 67, 163.
To dejstvo je predpostavil Carl Friedrich Gauss leta 1801 v svojem delu Disquisitiones Arithmeticae, dokazal ga je Kurt Heegner leta 1952, zato se števila imenujejo tudi Gauss-Heegnerjeva števila. Heegnerjevega dokaza več let niso priznali, ker naj bi bil nepopoln, vendar je leta 1967 Harold Stark prišel do enakega rezultata in leta 1969 pokazal, da je bil Heegnerjev dokaz pravilen.

## Eulerjev polinom za praštevila
Eulerjev polinom za praštevila:
{\displaystyle n^{2}+n+41\!\,,}
ki daje (različna) praštevila za {\displaystyle n=0,\cdots ,39\,}, je povezan s Heegnerjevim številom {\displaystyle 163=4\cdot 41-1\,}.
Rabinowitz je dokazal, da:
{\displaystyle n^{2}+n+p\!\,}
daje praštevila za {\displaystyle n=0,\dots ,p-2}, če in samo če je njegova diskriminanta {\displaystyle 1-4p} enaka negativni vrednosti Heegnerjevega števila.
Iz {\displaystyle p-1\,} sledi {\displaystyle p^{2}\,}, tako da je {\displaystyle p-2} maksimalen. 1, 2 in 3 niso takšne oblike, tako da veljajo polinomi za Heegnerjeva števila 7, 11, 19, 43, 67 in 163, ki dajejo funkcije za praštevila v Eulerjevi obliki za 2, 3, 5, 11, 17 in 41. Teh šest števil je Le Lionnais imenoval Eulerjeva srečna števila.:88,144

## Skoraj cela števila in Ramanudžanova konstanta
Ramanudžanova konstanta je transcendentno število {\displaystyle e^{\pi {\sqrt {163}}}\,}, ki je skoraj celo število, kar pomeni, da je zelo blizu celega števila (OEIS A060295):
{\displaystyle {\begin{aligned}e^{\pi {\sqrt {163}}}&=262537412640768743,99999999999925007\ldots \\&\approx 2^{3}\cdot 3\cdot 10939058860032031=640320^{3}+744=12^{3}(231^{2}-1)^{3}+744\!\,.\end{aligned}}}
Število je odkril leta 1859 Hermite.
Gardner je leta 1975 v prvoaprilskem članku v kolumni »Mathematical Games« revije Scientific American v potegavščini navedel, da je to število dejansko celo število in, da ga je leta 1914 v svojem članku predvidel Ramanudžan.:127 Od tod tudi ime konstanti ki ga je skoval Plouffe. Gardner je pozneje priznal potegavščino. V splošnem so vsa števila oblike {\displaystyle e^{\pi {\sqrt {d}}}\,}, kjer je d pozitivno celo število ({\displaystyle \mathbb {Z} ^{+}\,}), transcendentna. Posebej za {\displaystyle d=1\,} je število {\displaystyle e^{\pi }\,} Gelfondova konstanta.
Naključje, da je Ramanudžanova konstanta zelo blizu celemu številu, se lahko pojasni s kompleksnim množenjem in q-razvojem Kleinove invariante j.